# Dž
Dž (onderkast: dž) is een digraaf die de zevende letter van het Bosnische en Kroatische alfabet is. Hij wordt als /ʤ/ uitgesproken. 